# Oryctes nevadensis
Oryctes nevadensis ist eine Pflanzenart in der Familie der Nachtschattengewächse (Solanaceae). Es ist die einzige Art der Gattung Oryctes.

## Beschreibung

### Vegetative Merkmale
Oryctes nevadensis ist eine zwergwüchsige, einjährige Pflanze mit einer Höhe von nur 5 bis 20 cm. Sie ist wenig verzweigend, meist werden drei Äste – ein mittlerer und zwei seitliche – gebildet. Durch die Behaarung wirken sie filzig-bereift, die Trichome an Blättern, Zweigen und dem Kelch ist einfach, verzweigt oder drüsig. Bei letzterem sind die Trichomstiele drei- bis fünfzellig und die Köpfe ein- oder vielzellig.
Die Blattspreiten der kleinen, etwas fleischigen Laubblätter sind eiförmig, langgestreckt-eiförmig oder linealisch, der Rand ist ganzrandig oder leicht gewellt. Sie sind 10 bis 30 mm lang und stehen an 5 bis 10 mm langen Blattstielen.

### Blütenstände und Blüten
Die gestielten Blüten stehen in endständigen, traubigen Blütenständen aus jeweils vier bis fünf Blüten. Die Stiele sind kürzer als die Blüten. Der zygomorphe Kelch ist glockenförmig, fünfteilig und etwa 2 bis 3,5 mm lang. Die ungleichen, dreieckigen und langgestreckten Teile des Kelches sind kürzer als die Kelchröhre. Die etwa 6 cm lange, gelb-grüne oder gelblich bis violett-braune Krone ist röhrenförmig. Die fünf Kronlappen sind kurz, aufrecht stehend, dreieckig, leicht ungleich lang, so lang wie breit. 
Die Staubblätter stehen für gewöhnlich nicht über die Krone hinaus, nur die längsten beiden können genauso lang oder nur leicht länger als die Krone sein. Die nahe der Kronenbasis mit einer rechteckigen Struktur ansetzenden, zylindrischen oder leicht pfriemförmigen Staubfäden sind etwa fünfmal länger als die Staubbeutel. Diese sind an der Basis an den Staubfäden fixiert, kurz, breit und etwa 0,8 bis 0,9 mm lang. Die Theka sind leicht unterschiedlich groß und stehen im unteren 1/3 bis 1/4 frei voneinander.
Der Fruchtknoten ist birnenförmig bis beinahe kugelförmig, die Nektarien sind ringförmig angelegt, der Griffel ist zylindrisch, die Narbe scheibenförmig, eingedrückt mit einer zentral liegenden Grube.

### Früchte und Samen
Die Früchte sind Kapseln mit einem Durchmesser von 6 bis 7 mm, sie werden von einem sich vergrößernden, etwas längerem, mit schwachen Venen durchzogenen Kelch eng umgeben. In jeder Frucht befinden sich etwa 10 bis 15 Samen. Diese sind beinahe kreisförmig und stark eingepresst. Sie haben einen Durchmesser von 2,2 bis 3,5 mm, die Oberfläche ist wabenartig. Der Rand ist bis auf das Hyalin beflügelt. Der Embryo ist schraubenförmig gebogen, die Keimblätter sind kürzer als der restliche Embryo. Das Endosperm ist karg ausgeprägt.

## Vorkommen und Standorte
Die einzige Art der Gattung wächst endemisch in 1.200 bis 1.800 m Höhe in den Bergen Kaliforniens und dem westlichen Nevada. Man findet sie im tiefen, losen Sand von stabilen Dünen, in Talsenken und an verschiedenen Hängen, jedoch immer in der Abhängigkeit von Sanddünen oder tiefem Sand.

## Gefährdung
Berichte über Vorkommen der Art, lassen darauf schließen, dass es nur etwa 24.000 Einzelpflanzen von Oryctes nevadensis in Nevada gibt, ein Trend in der Entwicklung ist nicht auszumachen. Durch das „Nevada Natural Heritage Program“ wurde sie in die „Sensitive List“ aufgenommen, auch in anderen Erhaltungsprogrammen wird die Art geführt.